# ピエロ・カプッチルリ
ピエロ・カプッチルリ（Piero Cappuccilli, 1926年11月9日 - 2005年7月12日）は、イタリアのバリトン歌手。ヴェルディのオペラ、中でも『マクベス』や『シモン・ボッカネグラ』の歌唱で名高い。その卓越したブレス・コントロールと滑らかなレガート唱法から、20世紀後半最高のイタリア・バリトン歌手の一人とされる。
トリエステに生まれ、はじめは建築家を志すも、親戚の勧めもありオペラ歌手となる。ルチアーノ・ドナッジオに学び、地元トリエステのジュゼッペ・ヴェルディ劇場でいくつかの端役をこなした後、1957年にミラノのヌオーヴォ劇場で、レオンカヴァルロ作曲『道化師』のトニオ役で本格デビューを果たす。EMIレコードの名プロデューサー・ウォルター・レッグに見出され、ジュリーニ指揮のオペラ全曲盤レコード録音に参加、マリア・カラスとの共演となったドニゼッティ作曲『ランメルモールのルチア』のエンリーコ役で高い評価を得て国際的活躍が始まる。
1964年からはイタリア・オペラの総本山、ミラノ・スカラ座にも出演（初舞台は上記エンリーコ役）。衰えをみせ始めていたゴッビ、若くして病に倒れたバスティアニーニの後継バリトン、そして代表的な「ヴェルディ・バリトン」としての地位を確立する。
特にスカラ座の1971年-72年のシーズン、クラウディオ・アバド指揮、ジョルジョ・ストレーレル演出の下で行われたヴェルディ作曲『シモン・ボッカネグラ』では主役として出演、この晦渋なオペラの現代的再評価に大いに貢献した（同オペラは後年のスカラ座引越公演時にも再演され、カプッチルリは日米英仏各国で出演している。また映像化もされた）。カプッチルリ自身もこのスカラ座公演を「第二次世界大戦後、イタリア・オペラ界最重要のイヴェントのひとつ」と後に述懐している。またカラヤンにも重用されザルツブルク音楽祭にもたびたび出演する。カラヤンのタクトで演じたヴェルディ『ドン・カルロ』のロドリーゴ役、同『トロヴァトーレ』のルーナ伯爵役も映像が入手可能である。
日本には、1976年の第8次NHKイタリア歌劇団で発雷にし、『シモン・ボッカネグラ』の題名役を歌った。1981年のスカラ座の引っ越し公演でも同役を歌っている。1989年から1991年にかけては毎年来日し、藤原歌劇団の『ドン・カルロ』、『カヴァレリア・ルスティカーナ』、『道化師』、『オテロ』に出演した。その他もコンサートで度々来日している。
1992年、ヴェローナのアレーナ劇場（円形劇場）でのヴェルディ『ナブッコ』公演終了後、交通事故で瀕死の重傷を負い公演活動からは事実上引退したが、小規模なガラ・コンサートをたびたび行い、1994年には最後の来日を果たしている。2005年、故郷のトリエステで他界。
ライブで聴衆を興奮させることの巧みな歌手としても知られ、1972年のヴェルディ『エルナーニ』アレーナ劇場でのライブ録音（国王ドン・カルロ役）ではアリア"Oh de' verd'anni miei"で譜面にない高音で観客を熱狂させており、1980年のシノーポリ指揮の同『アッティラ』（エツィオ役）でも観客の求めに応じて第2幕のアリア"È gettata la mia sorte"をリピートしている。指揮者や演出家の統制の強まるオペラ界にあって、歌手としてのエンターテイメント性を発揮できる最後の世代に属していた。
あまりにも「ヴェルディ・バリトン」としての印象が強いカプッチルリであるが、ヴェルディ以外でもジョルダーノ『アンドレア・シェニエ』のジェラール役、プッチーニ『トスカ』のスカルピア男爵役など、性格付けの必要な役どころでは素晴らしい舞台を見せている。また、キャリアの初期、1960年代にはドニゼッティ『ロベルト・デヴリュー』やベルリーニ『海賊』なども得意としていた。